# パパのいうことを聞きなさい!のディスコグラフィ
パパのいうことを聞きなさい!のディスコグラフィでは、『パパのいうことを聞きなさい!』の関連CDについて記述する。発売元はスターチャイルド。

## キャラクターソング
2011年11月9日から12月7日まで発売。ディスクジャケットには各キャラクターが描かれている。イラストは原作のイラストを手掛けているなかじまゆかによる描き下ろし。
キャラクターソング、ミニドラマが収録されている。また、各CDにはDVDが同梱されており、各キャラクターのプロモーション映像が収録されている。従来の様にマイクに佇んでの収録ではなく、とても躍動的に仕上がっている。

### 小鳥遊空
小鳥遊空のキャラクターソングであり、劇中で小鳥遊空役を演じている上坂すみれが歌っている。
2011年11月21日付のオリコン週間シングルチャートで82位、Billboard JAPAN Hot Singles Salesで88位を獲得した。
収録曲
1. ソライロ [3:46]
  - 作詞：うらん、作曲・編曲：河合英嗣
  - 上坂曰く「素直になれないのを取っ払った本来の空ちゃん」を歌っており、レコーディングの際は上坂自身の妄想によるPVを流していた。

2. 小鳥遊空 自己紹介ミニドラマ [4:51]
3. ソライロ（off vocal ver.）

DVD
1. 小鳥遊空 プロモーション映像 [1:13]

### 小鳥遊美羽
小鳥遊美羽のキャラクターソングであり、劇中で小鳥遊美羽役を演じている喜多村英梨が歌っている。
収録曲
1. Brilliant Days [4:02]
  - 作詞：うらん、作曲・編曲：山口朗彦

2. 小鳥遊美羽 自己紹介ミニドラマ [5:13]
3. Brilliant Days（off vocal ver.）

DVD
1. 小鳥遊美羽 プロモーション映像 [1:17]

### 小鳥遊ひな
小鳥遊ひなのキャラクターソングで、劇中で小鳥遊ひな役を演じている五十嵐裕美が歌っている。
収録曲
1. しゃらららるんら [4:03]
  - 作詞：うらん、作曲・編曲：菊谷知樹

2. 小鳥遊ひな 自己紹介ミニドラマ [3:27]
3. しゃらららるんら（off vocal ver.）

DVD
1. 小鳥遊ひな プロモーション映像 [1:13]

## ラジオCD
インターネットラジオ『パパ聞き!RADIO』のラジオCD。ディスクジャケットには、小鳥遊空、小鳥遊美羽、小鳥遊ひなが描かれている。イラストはアニメーション製作を手掛けたfeel.による描き下ろし。
ディスクは2枚組の構成になっており、1枚目は新規録り下ろし音源が収録されたオーディオCD、2枚目は既存配信分のデータが収録されたCD-ROMとなっている。

### vol.1
2012年4月25日発売。DISC-1のゲストに五十嵐裕美、コメントゲストに喜多村英梨が出演している。DISC-2には通常配信分の第0回から第10回までの音源が収録されている。
2012年5月7日付のオリコン週間アルバムチャートで297位を獲得した。
収録内容
DISC-1
1. 新規録り下し特別版
  - ゲスト：五十嵐裕美、コメントゲスト：喜多村英梨

DISC-2
1. パパ聞き!RADIO #0
  - ゲスト：五十嵐裕美

2. パパ聞き!RADIO #1
  - ゲスト：羽多野渉

3. パパ聞き!RADIO #2
  - ゲスト：羽多野渉

4. パパ聞き!RADIO #3
5. パパ聞き!RADIO #4
6. パパ聞き!RADIO #5
7. パパ聞き!RADIO #6
  - ゲスト：松智洋、丸宝行晴

8. パパ聞き!RADIO #7
  - ゲスト：堀江由衣

9. パパ聞き!RADIO #8
10. パパ聞き!RADIO #9
  - ゲスト：喜多村英梨、五十嵐裕美

11. パパ聞き!RADIO #10

### vol.2
2012年6月27日発売。DISC-1のゲストに喜多村英梨、五十嵐裕美が出演している。DISC-2には通常配信分の第11回から第24回までの音源が収録されている。
収録内容
DISC-1
1. 新規録り下し特別版
  - ゲスト：喜多村英梨、五十嵐裕美

DISC-2
1. パパ聞き!RADIO #11
  - ゲスト：間島淳司

2. パパ聞き!RADIO #12
  - ゲスト：間島淳司

3. パパ聞き!RADIO #13
  - ゲスト：五十嵐裕美

4. パパ聞き!RADIO #14
  - ゲスト：五十嵐裕美

5. パパ聞き!RADIO #15
6. パパ聞き!RADIO #16
7. パパ聞き!RADIO #17
8. パパ聞き!RADIO #18
  - ゲスト：川崎逸朗

9. パパ聞き!RADIO #19
10. パパ聞き!RADIO #20
  - ゲスト：羽多野渉

11. パパ聞き!RADIO #21
12. パパ聞き!RADIO #22
13. パパ聞き!RADIO #23
14. パパ聞き!RADIO #24

## BD特典CD
テレビアニメ版のBlu-ray Discに封入されている特典CD。

### 第1巻
発売日：2012年3月7日
1. オリジナルサウンドトラックCD
  1. 愛と感動
  2. 祐太への淡い恋
  3. 幼さと大人っぽさ
  4. 幼い気持ち
  5. 尾行
  6. 切ない気持ち
  7. 大人への憧れ
  8. 小鳥遊美羽の日常
  9. 小鳥遊ひなの魅力
  10. 不安な想い
  11. 爽やかな日常
  12. 学校での一面
  13. 小悪魔的な魅力
  14. 大事な想い出
  15. 静かな夜
  16. 小鳥遊空の行動
  17. 小鳥遊美羽の恋
  18. 孤独
  19. 素直になれない
  20. 心の拠り所

### 第2巻
発売日：2012年4月11日
1. オリジナルサウンドトラックCD
  1. 優しい家族愛
  2. 両親の死
  3. 織田菜香の心
  4. 父親としての優しさ
  5. 悲しみの中で
  6. 家族の団欒
  7. 仲間
  8. 不安と悲しさ
  9. 活気ある日常
  10. 父親になれない切なさ
  11. とほほな呆れ
  12. 子供達の成長と優しさへの感動
  13. 対峙
  14. 別れと悲しみ
  15. お遊戯
  16. 不安と動揺
  17. 気まずい雰囲気
  18. 六畳一間のバタバタ
  19. 困惑
  20. 小鳥遊ひなの不思議
  21. 愛情

### 第3巻
発売日：2012年5月9日
1. キャラクターソングCD
  1. Happy Girl TV size
    - 歌：喜多村英梨、作詞：大森祥子、作曲：河合英嗣、編曲：河合英嗣・山崎寛子、ストリングスアレンジ：菊谷知樹
    - オープニングテーマ

  2. ルナルナGO!GO!
    - 歌：ルナフルール（東山奈央）&ルナノアール（佐倉綾音）、作詞：うらん、作曲・編曲：菊谷知樹
    - 第3話挿入歌

  3. 夢の翼
    - 歌：小鳥遊空（上坂すみれ）、作詞：うらん、作曲・編曲：菊谷知樹
    - 第10話挿入歌

  4. Smile Continue
    - 歌：小鳥遊空（上坂すみれ）、小鳥遊美羽（喜多村英梨）、小鳥遊ひな（五十嵐裕美）、作詞：うらん、作曲・編曲：河合英嗣
    - PSPゲーム『ゲームでも、パパのいうことを聞きなさい!』オープニングテーマ

  5. ソライロ Big Band Jazz RE-MIX
    - 歌：小鳥遊空（上坂すみれ）、作詞：うらん、作曲・編曲：河合英嗣

  6. Brilliant Days More POP RE-MIX
    - 歌：小鳥遊美羽（喜多村英梨）、作詞：うらん、作曲・編曲：山口朗彦

  7. しゃらららるんら Cute Techno RE-MIX
    - 歌：小鳥遊ひな（五十嵐裕美）、作詞：うらん、作曲・編曲：菊谷知樹

  8. Coloring TV size
    - 歌：堀江由衣、作詞：Minamoto.K・shu、作曲：Minamoto.K、編曲：真下正樹・Minamoto.K
    - エンディングテーマ

### 第4巻
発売日：2012年6月6日
1. ドラマCD Vol.1 はじめてのおつかいだお! [17:40]

### 第5巻
発売日：2012年7月11日
1. ドラマCD Vol.2 そらみう路上観察日記 [20:20]